# Partido Saúde, Educação, Natureza, Sustentabilidade
O Partido Saúde, Educação, Natureza, Sustentabilidade (em romeno:  Partidul Sănătate, Educație, Natură, Sustenabilitate, SENS) é um partido político romeno, com uma orientação progressista e de centro-esquerda, que concorreu às eleições de 2024.